# Ministerio de Hacienda (El Salvador)
El Ministerio de Hacienda de El Salvador es una institución estatal que tiene como misión de "definir y dirigir la política fiscal que propicie la estabilidad y sostenibilidad de las finanzas públicas, con el fin de contribuir al crecimiento económico y al bienestar de El Salvador."
De una forma general, realiza una participación activa en la elaboración del  presupuesto nacional, supervisa la recaudación de impuestos y otros ingresos para financiar las actividades gubernamentales, administra la deuda pública, emitiendo bonos y gestionando las obligaciones financieras del gobierno, desarrolla y aplica políticas fiscales para estimular el crecimiento económico, controlar la inflación y mantener la estabilidad financiera, y puede supervisar instituciones financieras y bancos para garantizar la estabilidad del sistema financiero.

## Historia
El establecimiento del Ministerio de Hacienda tuvo lugar en febrero de 1829 bajo el gobierno de José María Cornejo. En este período inicial, Manuel Barberena y Joaquín Durán y Aguilar desempeñaron roles destacados como Encargados de Hacienda y Guerra. Durante la administración de Joaquín de San Martín en 1833, Juan José Córdova fue designado Secretario de Hacienda y Guerra hasta enero de 1834, siendo considerados Barberena y Córdova como los pioneros en esta cartera.
En mayo de 1838, bajo el liderazgo de Timoteo Menéndez, Antonio José Cañas fue nombrado ministro General, consolidando la Administración Pública en secciones que incluían Hacienda. Cañas es reconocido como el primer ministro de las cuatro carteras más antiguas del gobierno salvadoreño.
Aunque en un momento se fusionó con el Ministerio de Economía, el Ministerio de Hacienda recuperó su autonomía el 1 de marzo de 1950. Desde su creación en 1829, ha desempeñado un papel esencial en el control financiero y equilibrio del gasto público, contribuyendo al progreso social y económico del país.

## Funciones y atribuciones
El Ministerio de Hacienda tiene las siguientes funciones y atribuciones:
1. Dirigir las finanzas públicas y definir la política financiera del Estado.
2. Armonizar, dirigir y ejecutar la política tributaria, proponiendo disposiciones al sistema tributario.
3. Participar en la formulación de la política de gastos públicos y proponer medidas para el uso eficiente de fondos asignados.
4. Presentar proyectos de Ley de Presupuesto y leyes de salarios al Consejo de Ministros.
5. Proponer proyectos de Decretos para la emisión o contratación de empréstitos al sector público y administrar la deuda pública.
6. Armonizar la política fiscal con la política monetaria.
7. Participar en la formulación de políticas para el fomento de actividades productivas y administrar incentivos.
8. Prevenir y perseguir el contrabando en colaboración con todas las autoridades.
9. Asesorar a otros organismos públicos en asuntos financieros.
10. Orientar y coordinar las actividades relacionadas con el Presupuesto General y Presupuestos Especiales.
11. Organizar, dirigir y controlar la recaudación, custodia y erogación de fondos públicos.
12. Llevar la contabilidad de la Hacienda Pública de forma centralizada.
13. Orientar la política de suministros y proponer normas en la adquisición de bienes y servicios gubernamentales.
14. Orientar, dirigir y coordinar la prestación de servicios de análisis administrativo en el sector público.
15. Implantar y coordinar la administración de personal a nivel de toda la administración pública.
16. Coordinar las actividades de procesamiento automático de datos en el Gobierno Central.
17. Administrar el régimen de subvenciones, pensiones y jubilaciones que afecten al tesoro público.
18. Participar en la orientación y dirección de la política comercial con el Ministerio de Economía.
19. Autorizar y fiscalizar establecimientos que utilicen productos estancados o en régimen de monopolio.
20. Controlar la organización y administración de la Lotería Nacional.
21. Orientar, coordinar y vigilar las instituciones oficiales autónomas adscritas al Ramo de Hacienda.
22. Estudiar programas de integración económica centroamericana con los Ministerios de Relaciones Exteriores y Economía.
23. Informar al Secretario Técnico de la Presidencia sobre la ejecución presupuestaria y traspasos de fondos de las Secretarías de Estado.
24. Plantear la necesidad de reestructurar el Ramo de Hacienda según las necesidades del servicio, de acuerdo con la Constitución de la República.
25. Cumplir con otras atribuciones establecidas por Ley o Reglamento.

Los objetivos estratégicos que guían las funciones de la institución son:
- Incrementar los ingresos tributarios internos y aduaneros en forma sostenible.
- Modernizar la Administración Tributaria y Aduanera facilitando el cumplimiento voluntario de obligaciones tributarias para controlar y disminuir la evasión fiscal.
- Mejorar la participación del ISR en la recaudación total de impuestos.
- Mejorar los servicios de la administración tributaria y aduanera para facilitar al contribuyente y usuarios el cumplimiento de sus obligaciones, haciendo uso de medios tecnológicos.
- Mejorar la calidad del gasto de consumo que permita garantizar su eficacia y eficiencia en su asignación y ejecución.
- Fortalecer el Sistema de Inversión Pública, con el objeto de asignar eficientemente los recursos y aumentar el nivel de ejecución de la mismos.
- Impulsar una Estrategia de Manejo de Pasivos orientada a suavizar el perfil de vencimiento de la deuda pública del SPNF de mediano y largo plazo, gestionar riesgos asociados a la misma, y priorizar las nuevas contrataciones en función de las necesidades estratégicas del país, con acreedores que ofrezcan condiciones competitivas y favorables para el Estado.
- Mejorar la eficiencia y la calidad de los servicios que presta el Ministerio de Hacienda a los contribuyentes, usuarios y demás partes interesadas a través de la innovación tecnológica y modernización de los procesos institucionales.

## Sistema de calidad
Una de las decisiones estratégicas adoptadas por los responsables del Ministerio de Hacienda, encargados de la gestión de las finanzas públicas, fue la implementación de un Sistema de Gestión de la Calidad bajo la Norma ISO 9001.
El proceso de implementación se llevó a cabo de manera escalonada, priorizando inicialmente las dependencias encargadas de los ingresos. En 1999, se obtuvieron certificados de calidad para la Dirección de Impuestos Internos, la Dirección General de Aduanas y el Tribunal de Apelaciones de los Impuestos Internos y de Aduanas.
En el año 2001, la Dirección General de Tesorería y la Unidad de Auditoría Interna también lograron obtener sus certificados de calidad. En 2004, se obtuvo el certificado correspondiente para varias dependencias, como la Dirección General de Inversión y Crédito Público, Dirección General del Presupuesto, Dirección General de Contabilidad Gubernamental, entre otras. Estas certificaciones fueron otorgadas por la Asociación Española de Normalización y Certificación (AENOR), quien emitió en octubre de 2008 el certificado que engloba a todas las dependencias del Ministerio de Hacienda.

## Margo legal y normativo
La gestión pública se guía por diversos instrumentos como acuerdos, leyes, reglamentos, instructivos, circulares, manuales y procedimientos. Las acciones de los funcionarios y empleados del ámbito público deben ajustarse a los aspectos legales establecidos por las leyes y normativas que aplican a cada sector de la administración pública.
Un ejemplo de este principio se refleja en el Ministerio de Hacienda, cuyas funciones se derivan del Decreto n.º 517, promulgado en 1950, el cual estableció la creación de esta institución.
La base legal que rige las finanzas públicas, abarcando tanto los ingresos (impuestos, donaciones, deuda) como los gastos (ley AFI, Ley de compras, etc.), se rigen bajo cuatro pilares principales:
- Administración financiera.
- Administración aduanera.
- Administración tributaria.
- Municipalidades.

## Estructura
Para llevar a cabo sus funciones, el Ministerio de Hacienda tiene a su cargo las siguientes dependencias:

### Instituciones[5]
1. Lotería Nacional de Beneficencia (LNB)[6]
2. Fondo Salvadoreño para Estudios de Pre inversión (FOSEP)[7]
3. Instituto Salvadoreño de Pensiones (ISP)[8]

### Direcciones[1]
- Dirección Nacional de Administración Financiera e Innovación[9]
- Dirección General de Impuestos Internos[10]
- Dirección General de Tesorería[11]
- Dirección General del Presupuesto[12]
- Dirección General de Inversión y Crédito Público[13]
- Dirección General de Contabilidad Gubernamental[14]
- Dirección General de Administración[15]
- Dirección de Política Económica y Fiscal[16]
- Dirección General de Aduanas[17]
- Dirección General de Subsidios